# Lamalota
Lamalota is een bestuurslaag in het regentschap Flores Timur van de provincie Oost-Nusa Tenggara, Indonesië. Lamalota telt 689 inwoners (volkstelling 2010).